# 代托纳比奇肖尔斯
代托納比奇肖爾斯（英語：Daytona Beach Shores）是一個位於美國佛羅里達州沃盧西亞縣的城市。

## 人口
根據2020年美國人口普查的數據，代托納比奇肖爾斯的面積為2.28平方千米，當中陸地面積為2.20平方千米，而水域面積為0.08平方千米。當地共有人口5179人，而人口密度為每平方千米2,271人。